# Pass Lueg
Pass Lueg er et 552 meter højt bjergpas i Alperne ved Salzach i den østrigske delstat Salzburg
Bjergpasset ligger syd for Golling i Salzachs slugtagtige gennembrud gennem Hagengebirge i vest og Tennengebirge i øst. Langs med passet løber hovedvej B 159, mens jernbanelinjen og motorvej A 10 Tauern Autobahn på grund af de snævre forhold begge forløber i tunnel ved passet.
Historisk er Pass Lueg kendt for den salzburgske frihedskæmper Josef Struber, der i 1809 med stor succes modsatte sig de fransk-bayeriske tropper. På trods af modstanden lykkedes det dog ikke at forhindre, at Ærkebispedømmet Salzburg blev indtaget af Napoleons tropper, og Struber overgav passet efter fredsslutningen den 20. oktober.